# 민경욱 (번역가)
민경욱(1969년~)은 대한민국의 일본어 번역가이다. 서울 출신으로 고려대학교 역사교육과를 졸업했다. 인터넷 관련 회사에 근무하여 1989년부터 일본문화 포털 '일본으로 가는 길'을 운영했으며, 일본문화 블로그 ‘분카무라’로 일본 마니아들과 교류하고 있다. 대표적인 번역 작품으로는 히가시노 게이고의 《동급생》, 《몽환화》, 《백마산장 살인사건》, 구로카와 히로유키의 《니노미야 기획 사무소》 등이 있다.

## 저작
- 고바야시 야스미 작품
  - 분리된 기억의 세계
  - 인외 서커스
  - 전망 좋은 밀실

- 구로카와 히로유키 작품
  - 국경
  - 니노미야 기획 사무소
  - 악당
  - 파트너

- 누마타 마호카루 작품
  - 고양이 물음
  - 유리고코로
  - 9월이 영원히 계속되면

- 신카이 마코토 작품
  - 날씨의 아이
  - 스즈메의 문단속

- 야쿠마루 가쿠 작품
  - 데스미션
  - 하드 럭

- 요시다 슈이치 작품
  - 거짓말의 거짓말
  - 여자는 두 번 떠난다
  - 첫사랑 온천

- 요코야마 히데오 작품
  - 그늘의 계절
  - 얼굴
  - 종신검사관

- 이사카 고타로 작품
  - 바이, 바이, 블랙버드
  - 화성에서 살 생각인가?
  - SOS 원숭이

- 이케이도 준 작품
  - 노사이드 게임
  - 샤일록의 아이들
  - 은행원 니시키 씨의 행방
  - 하늘을 나는 타이어

- 지넨 미키토 작품
  - 구원자의 손길
  - 두 번의 작별
  - 리얼 페이스

- 히가시노 게이고 작품
  - 꿈은 토리노를 달리고
  - 동급생
  - 몽환화
  - 미등록자
  - 방황하는 칼날
  - 백마산장 살인사건
  - 브루투스의 심장
  - 아름다운 흉기
  - 외사랑
  - 추리소설가의 살인사건
  - 화이트 러시
  - 11문자 살인사건

- 거짓말을 사랑하는 여자(오카베 에츠)
- 그랜드맨션(오리하라 이치)
- 끝에서 두번째 사랑(마키타 요헤이)
- 납치당하고 싶은 여자(우타노 쇼고)
- 내가 죽인 사람 나를 죽인 사람(히가시야마 아키라)
- 달콤한 숨결(유즈키 유코)
- 도연사의 쌍둥이 탐정일지(오카자키 다쿠마)
- 류(히가시야마 아키라)
- 빈곤의 여왕(오자키 마사야)
- 수족관 소녀(모쿠미야 조타로)
- 아르키메데스는 손을 더럽히지 않는다(고미네 하지메)
- 용과 주근깨 공주(호소다 마모루)
- 이야기의 끝(미나토 가나에)
- 죄인이 기도할 때(고바야시 유카)
- 푸른 고도(모리사와 아키오)
- 하얀 마물의 탑(미쓰다 신조)
- 8월의 6일간(기타무라 가오루)